# Эндшпиль
Э́ндшпиль (от нем. Endspiel — «заключительная игра») — заключительная часть шахматной или шашечной партии. Провести границу, отделяющую середину шахматной партии (миттельшпиль) от конца (эндшпиля), возможно не всегда. Обычно игра переходит в эндшпиль, когда разменяно большинство фигур и нет характерных для середины игры угроз королям. Как правило, в эндшпиле стратегической задачей является не поставить мат, а провести пешку в более значимую фигуру (как правило, ферзя) и таким образом добиться решающего материального преимущества.

## Описание
Эндшпиль — этап шахматной партии после того, как было проведено сокращение большинства сил. Это определение также применимо к шашкам. Отсутствие на доске ферзей не является обязательным признаком эндшпиля (см., например, статью «Ферзевые окончания»). Окончания со стратегическим планом «организовать атаку на короля и завершить её матом», за редким исключением, элементарны (см. статью «Технические окончания»). Чаще всего в эндшпиле возникает иная стратегическая цель — провести пешку в ферзи, чтобы получить необходимый для выигрыша материальный перевес.
Для эндшпиля характерны следующие основные особенности:
- Король в эндшпиле — фигура активная. Не опасаясь угрозы мата, он может (и должен) покинуть укрытие и принять участие в борьбе наравне с другими фигурами; он способен атаковать фигуры и пешки соперника и первым вторгаться в неприятельский лагерь.
- При малом числе фигур на доске в эндшпиле возрастает ценность каждой из них. В середине игры создание решающего перевеса сил на каком-либо участке доски обычно является достаточным для выигрыша, но в эндшпиле для победы нужно обеспечить максимальную активность и чёткое взаимодействие фигур.
- Стратегическая цель эндшпиля — проведение одной из пешек в ферзи — определяет возрастающую роль пешек. Если в середине игры перевес одного из партнёров в одну пешку обычно решающей роли не играет, то в эндшпиле он во многих случаях достаточен для выигрыша.
- В середине игры план зачастую определяется не только особенностями позиции, но и стилем игры соперников, психологическим расчётом и т. п. В окончании приходится избирать путь, характерный для того или иного типа эндшпиля, поскольку только он ведёт к достижению цели.

В эндшпиле стратегия (выбор правильного плана) во многом определяется такими особенностями позиции, как:
- материальное преимущество;
- наличие проходных пешек или возможность их образования;
- дефекты в пешечной структуре;
- степень активности фигур, включая короля;
- и другое.

Поскольку степень активности фигур в значительной мере зависит от пешечного расположения, возрастает роль согласованности расположения фигур и пешек: пешки не должны мешать действию фигур. Активизируя свои фигуры, нужно одновременно теснить фигуры соперника, ограничивать их подвижность. В эндшпиле особое значение приобретает наличие пешечной слабости: фигуры, вынужденные их защищать, становятся пассивными и теряют в силе. Итогом правильной стратегии в эндшпиле нередко оказывается достижение позиций цугцванга.
Поскольку в эндшпиле фигур и пешек меньше, чем в середине игры, он легче поддаётся классификации и изучению. Развитие шахмат сопровождалось анализом множества позиций эндшпиля: в них найдены лучшие планы игры сторон, точно установлен конечный результат. Таким образом, в эндшпиле возрастает роль знаний, то есть теории. По существу многие теоретические позиции эндшпиля представляют собой логические задачи, часто имеющие единственное решение. Для лучшей ориентации в многочисленных позициях эндшпиля разработана их классификация в зависимости от количества и качества имеющихся сил. См. статьи:
- «Пешечные окончания»;
- «Коневые окончания»;
- «Слоновые окончания»;
- «Смешанные окончания»;
- «Слон против коня»;
- «Ладья против лёгкой фигуры»;
- «Ферзь против ладьи»;
- «Ферзь против лёгкой фигуры»;
- «Тяжелофигурные окончания»;
- «Ладейные окончания»;
- «Оппозиция».

## История
Теория эндшпиля насчитывает более чем тысячелетнюю историю. Первые позиции эндшпиля достались шахматам в наследство от шатранджа, например, позиция, проанализированная Зайрабом Катаем. Изучено и опубликовано множество позиций из практических партий и анализов, положивших начало теории эндшпиля. В этих позициях установлены наиболее эффективные методы атаки и защиты, определены конечные результаты при правильной игре с обеих сторон. Число исследованных окончаний, получивших название «теоретические», постоянно возрастает. На их основе выявляются общие приёмы игры в различных типах эндшпиля, характерные методы атаки, защиты, элементарные правила, помогающие быстро оценить тот или иной эндшпиль. Для определённых типов окончаний выделяют также типичные позиции, знание которых помогает шахматистам-практикам изучать эндшпиль.
Среди многочисленных исследователей теории эндшпиля выделяются Д. Понциани, Эрколе дель Рио, А. Сальвио, Й. Клинг, Б. Горвиц, Б. Гурецкий-Корниц, Л. Чентурини, 3. Тарраш, М. Карштедт, Ф. Дюран, К. Сальвиоли, Т. Лаза, Ф. Амелунг. Особая заслуга принадлежит Ф. А. Филидору — автору исследования «Анализ шахматной игры» (2 издание, 1777 год), которое во многом определило дальнейшее развитие теории эндшпиля. Классический труд И. Бергера — «Теория и практика эндшпиля» (1890 год) — один из первых крупных трудов, целиком посвящённых окончаниям. Он не утратил значения и для современной шахматной теории. В дальнейшем ценные монографии, посвящённые эндшпилю, опубликовали А. Шерон, Р. Файн, М. Эйве, М. Черняк, С. Гавликовский, Э. Паоли, Г. Штальберг, Э. Меднис. Разработку теории эндшпиля продолжила редакция «Информатор» в издании «Энциклопедия эндшпиля»:
- 1-й том (1982 год) целиком посвящён пешечным окончаниям;
- 2-й том (1985 год) — ладейным;
- 3-й том (1987 год).

Ценный вклад в исследования эндшпиля внесли русские и особенно советские шахматисты: А. Петров, К. Яниш, С. Урусов, М. Чигорин, Н. Григорьев, В. Раузер, В. Чеховер, Г. Каспарян, И. Майзелис, Н. Копаев, И. Рабинович, М. Ботвинник, Г. Левенфиш, В. Смыслов, П. Керес, Ю. Авербах, В. Созин, Г. Лисицын, Р. Холмов, М. Дворецкий, В. Хенкин. В середине 1950-х годов вышел коллективный труд в 3 томах — «Шахматные окончания», который по охвату материала (около 3 тысяч примеров) и широте анализа превосходил все предыдущие работы по эндшпилю. 2‑е издание, исправленное и дополненное, состоит из 5 томов и закончено в 1984 году.
Теорию эндшпиля значительно обогатили советские и зарубежные шахматные композиторы, которые представили в своих произведениях различные эндшпильные идеи в художественной форме (этюды А. Троицкого, Л. Куббеля, братьев Василия и Михаила Платовых, А. Ринка, братьев К. и Я. Бетиньшей, Г. Матисона, Р. Рети, В. Кошека, В. Гальберштадта, Й. Моравеца, Ф. Прокопа, Ц. Дедрле, Л. Прокеша, О. Дураса, Р. Фонтаны, А. Шерона, М. Либуркина, А. Гурвича, В. Чеховера, Н. Копаева, Г. Каспаряна, Г. Заходякина, В. Брона, М. Зинара, Г. Надареишвили, Д. Гургенидзе). Среди выдающихся шахматистов прошлого мастерством разыгрывания окончаний, в первую очередь, отличались Эм. Ласкер, А. Алехин, А. Рубинштейн, Г. Мароци и особенно X. Р. Капабланка; среди современных — М. Ботвинник, В. Смыслов, Р. Фишер, А. Карпов.

## Частные случаи

### Двухфигурный эндшпиль
Если у игроков только короли, объявляется ничья, так как ни один из них не может поставить мат даже при наихудшей игре противника. В самом деле, если один из игроков хочет объявить шах, он должен поставить своего короля рядом с королём противника. Но тогда под шахом будет и король игрока, сделавшего ход, что противоречит правилам. Следовательно, ни один из игроков не может объявить противнику шах, а значит, и поставить мат.

### Трёхфигурный эндшпиль
В трёхфигурном эндшпиле у одного из игроков король и ещё одна фигура, у другого только король. Для определённости можно считать, что лишняя фигура у белых и не рассматривать тривиальные случаи, когда игрок, чья очередь ходить, может сразу же поставить мат или взять чужую фигуру (непосредственно или через сквозной шах или вилку).
Если лишняя фигура — тяжёлая (ферзь или ладья), то белые выигрывают (см. мат ферзём, мат ладьёй). При правильной игре обоих противников мат ферзём ставится не более чем за 10 ходов, а ладьёй — не более чем за 15.
Если лишняя фигура — лёгкая (слон или конь), то белые не могут выиграть даже при наихудшей игре чёрных. В самом деле, допустим, что чёрный король в углу. Для мата под ударом белых должно быть угловое поле, на котором стоит чёрный король, и три соседних. Из этих четырёх полей два белые и два чёрные. Поскольку все поля, находящиеся под ударом лёгкой фигуры, одного цвета, под ударом белого короля должно быть или оба белых поля, или оба чёрных. Для этого он должен стоять на одном из указанных четырёх полей, что противоречит правилам.  Если чёрный король не в углу, можно взять любой квадрат 2x2, на котором он находится, и применить к этому квадрату то же рассуждение.

#### Король и пешка против короля
Подробнее см. статью «Король и пешка против короля».
Если лишняя фигура — пешка, позиция может быть выигранной для белых или ничейной. Не существует ни простого правила, в общем случае определяющего результат игры, ни простого алгоритма выигрыша для белых или ничьи для чёрных. В некоторых позициях важна очерёдность хода, причём ход белых приводит к ничьей, а ход чёрных — к победе белых (взаимный цугцванг).
Важны следующие правила и концепции (для определённости считаем, что если чёрные могут взять белую пешку, они всегда это делают).
- Пешечным квадратом называется квадрат, две смежные вершины которого — поле, где находится пешка, и поле её превращения. Например, если пешка на «d6», пешечные квадраты — («d6», «d8», «f6», «f8») и («d6», «d8», «b6», «b8»). Если при ходе белых чёрный король находится вне хотя бы одного пешечного квадрата, пешка может пройти без помощи своего короля, и белые выигрывают.
  - Если пешка находится на начальной горизонтали (2‑я для белых, 7‑я для чёрных), пешечный квадрат таков, как если бы пешка была на следующей горизонтали (3‑я для белых, 6‑я для чёрных). Причина в том, что первый ход пешки могут делать на 2 поля вперёд.
- Если чёрные поставили своего короля непосредственно перед белой пешкой (например, белая пешка на «e4», чёрный король на «e5»), они могут добиться ничьей. Для этого они должны и дальше ставить своего короля непосредственно перед белой пешкой, если это невозможно — на расстоянии 2 перед белой пешкой, если и это невозможно — на расстоянии 2 перед белым королём.
- Если пешка — ладейная (на вертикали a или h) и чёрные поставили своего короля на любое поле перед белой пешкой (например, белая пешка на a4, чёрный король на а7) или на любое поле рядом с полем превращения пешки (например, белая пешка на a4, чёрный король на b8 или b7), они также могут добиться ничьей. Для этого они должны и дальше ставить своего короля на любое такое поле, а если это невозможно — делать любой ход.
- Если белый король взял под контроль поле превращения (то есть находится рядом с ним), а пешка под защитой (или успевает зайти под неё) белого короля, белые выигрывают.
- Белый король должен двигаться впереди пешки, а не позади неё.

### Три фигуры против одной
Для определённости считаем, что две лишние фигуры у белых, и ход белых.
Если у белых есть хотя бы одна тяжёлая фигура, они выигрывают.
Если у белых два слона, они также выигрывают не более чем за 18 ходов (см. мат двумя слонами), за исключением крайне редкого случая, когда слоны однопольные. В этом случае, однако, белые не могут поставить даже кооперативный мат.
Если у белых слон и конь, они выигрывают не более чем за 33 хода (см. мат слоном и конём), кроме небольшого числа позиций, когда белые теряют лёгкую фигуру, например, из-за вилки.
Если у белых два коня, при правильной игре чёрных они выиграть не могут, кроме очень малого числа позиций, когда ставится мат в один ход (см. мат двумя конями). Однако возможен кооперативный мат. Интересно, что если у белых два коня, а у чёрных пешка, то белые иногда могут выиграть.
Если у белых лёгкая фигура и пешка, то, за исключением случая, когда чёрные берут пешку до того, как белые её успеют защитить или провести в ферзи, белые почти всегда выигрывают. Важно, что если защищающая фигура позади пешки, чёрный король не может её взять, иначе белые проводят пешку. Кроме того, слона можно поставить так, что слон и пешка будут защищать друг друга.
Две пешки, как правило, выигрывают. Так, например:
- ведя одну пешку, можно добиться того, что чёрный король вышел из пешечного квадрата другой пешки или отдалился от неё достаточно, чтобы белый король смог прийти ей на помощь;
- если одна пешка защищает другую, такое положение устойчиво. Чёрный король не может взять защищающую пешку, поскольку тогда белые проводят другую пешку.

### Две фигуры против двух
В этом разделе для определённости считается, что более сильная фигура у белых. В этом смысле ферзь сильнее ладьи, ладья сильнее лёгкой фигуры, лёгкая фигура сильнее пешки.
Не рассматриваются тривиальные случаи, когда один из игроков первым же ходом может поставить мат или взять фигуру противника непосредственно либо через связку, вилку или сквозной шах (причём такое взятие выгодно).
- Ферзь против ферзя — как правило, позиция ничейная. Есть небольшое число позиций, когда один из игроков может победить при своём ходе или даже при ходе противника.
- Ферзь против ладьи — если у чёрных нет немедленного вечного шаха, белые побеждают. При оптимальной игре чёрных победа трудна. Так, в 1977 году программист Кен Томпсон предложил шахматистам, играя за белых, победить в заданной позиции компьютер с подключенными эндшпильными базами, то есть компьютер играет оптимально. Против компьютера пытались играть Ханс Берлинер (экс-чемпион мира по переписке) и Лоренс Дей (чемпион Канады). Ни тот, ни другой не смогли добиться победы[4]. При оптимальной игре противников белые берут ладью или ставят мат не более чем за 32 хода[5]. Чёрные могут использовать труднопреодолимую для человека «защиту по третьей линии».
- Ферзь против лёгкой фигуры — белые почти всегда легко выигрывают. Выигрыш достигается оттеснением короля на край доски.
- Ферзь против пешки — как правило, белые выигрывают. Если пешке остался один ход до превращения, белый король достаточно далеко от неё, чёрный король близко, и пешка ладейная или слоновая (вертикали a, c, f, h), то чёрным удаётся сделать ничью. Если же в этих условиях пешка коневая или центральная (вертикали b, d, e, g), белые побеждают, загоняя короля противника на поле перед пешкой, приближая своего короля, и повторяя это многократно. Известно также несколько ничейных позиций, когда пешке (слоновой) осталось 2 хода до превращения, но белому ферзю преграждает путь белый король.
- Ладья против ладьи — почти всегда ничейная позиция, но победа иногда возможна, если король противника на краю доски и под угрозой немедленного мата.
- Ладья против лёгкой фигуры — позиция обычно ничейная.
  - Ладья против коня — есть выигрышные для белых позиции, когда конь находится далеко от короля[6].
  - Ладья против слона — чёрные достигают ничьи уходом в угол, недостижимый для слона (белый, если слон чернопольный, и наоборот). Есть выигрышные для белых позиции, когда чёрный король заперт в неправильном углу[7].
- Ладья против пешки[8][9] — исход зависит от положения всех четырёх фигур.
- Лёгкая фигура против лёгкой фигуры — ничья. В случае, если обе лёгкие фигуры — слоны, причём однопольные, невозможен и кооперативный мат. В других случаях он возможен.
- Слон против пешки — обычно ничья, кроме тривиальных случаев, когда пешка очевидно проходит. Белые ставят слона так, что какое-либо поле перед пешкой заграждено слоном или под боем, и подводят короля. Если оно под боем, то белый король может не принимать участия, ведь слон в силу дальнобойности легко может убегать от нападения чёрного короля, а если пешка пойдёт вперёд и встанет на битое поле, то, даже если её будет защищать свой король, всё равно слон её побьёт и будет достигнута ничья. Поэтому удобнее не заграждать какое-либо поле перед пешкой слоном, а брать его под бой.
- Конь против пешки — иногда белым удаётся сделать ничью, иногда не удаётся.
- Пешка против пешки — исход зависит от положения всех четырёх фигур.

### Результирующие таблицы эндшпилей без пешек
| Сильнейшая сторона | Слабейшая сторона | Исход игры | Оценка сложности |
| ------------------ | ----------------- | ---------- | --- |
|                    |                   | Выигрыш    | Непросто для сильнейшей стороны, в некоторых случаях при оптимальной игре обеих сторон требуется 31 ход для выигрыша ладьи      |
|                    |                   | Ничья      | Просто для защищающегося, если он направит короля в правильный угол                                                             |
|                    |                   | Ничья      | Просто для защищающегося, если он держит коня рядом со своим королём, и конь не попадает на «поля смерти» у углов доски         |
|                    |                   | Ничья      | Непросто, но достижимо для защищающегося, если он применит защиту Кохрена                                                       |
|                    |                   | Ничья      | Просто для защищающегося, поскольку перевес в коня недостаточен для выигрыша                                                    |
|                    |                   | Выигрыш    | Сложно и для нападающего, и для защищающегося. Многие позиции требуют для выигрыша более 50 ходов. Существует ничейная крепость |
|                    |                   | Выигрыш    | Часто легкий выигрыш у сильнейшей стороны. Существуют ничейные крепости                                                         |
|                    |                   | Ничья      | Просто для обороняющегося, если два коня защищают друг друга и король находится рядом с ними                                    |
|                    |                   | Ничья      | Сложно для обороняющегося, конь в такой ситуации может создать решающий перевес                                                 |
|                    |                   | Ничья      | Легко |